# یواس‌اس بارنی (دی‌دی-۱۴۹)
یواس‌اس بارنی (دی‌دی-۱۴۹) (به انگلیسی: USS Barney (DD-149)) یک کشتی بود که طول آن ۹۵٫۸۱ متر (۳۱۴٫۳ فوت) بود. این کشتی در سال ۱۹۱۸ ساخته شد.